# 孔舎衙村
孔舎衙村（くさかむら）は、大阪府中河内郡にあった村。現在の東大阪市の北東端にあたる。本項では発足時の名称である日根市村（ひねいちむら）についても述べる。

## 地理
- 河川：恩智川

## 歴史
- 1663年（寛文3年） - 河内郡日下村より善根寺村を分村。
- 1882年（明治15年） - 河内郡日下村より布市村を分村。
- 1889年（明治22年）4月1日 - 町村制施行により、河内郡善根寺村・日下村・布市村・河内屋南新田が合併して日根市村が発足。大字日下に村役場を設置。
- 1896年（明治29年）4月1日 - 郡の統廃合により、所属郡が中河内郡に変更。
- 1910年（明治43年） - 大字河内屋南新田を河内屋南に改称。
- 1912年（大正元年）10月1日 - 孔舎衙村に改称。
- 1955年（昭和30年）1月11日 - 中河内郡石切町・枚岡町・縄手町と合併して枚岡市が発足。同日孔舎衙村廃止。
  - 枚岡市発足時に大字河内屋南を元町に改称。

## 交通

### 鉄道路線
- 近畿日本鉄道
  - 奈良線
    - 孔舎衛坂駅

### 道路
- 国道170号

## 現在の旧村域
概ね町村制施行前の旧村名を継承した善根寺町・日下町・布市町および元町・池之端町に該当し、東大阪市立孔舎衙中学校の学区にあたる。